# Chapter 24
«Chapter 24» (с англ. — «Глава 24») — песня британской рок-группы Pink Floyd с альбома 1967 года The Piper at the Gates of Dawn. Представлена на второй стороне винилового диска (LP) девятым по счёту треком. Автором музыки и слов песни, а также исполнителем вокальной партии является Сид Барретт.
Помимо издания на альбоме The Piper at the Gates of Dawn песня «Chapter 24» также вошла в сборник 1974 года Masters of Rock и в сборник 2010 года An Introduction to Syd Barrett.

## О песне
Слова к песне «Chapter 24» были написаны Сидом Барреттом под влиянием 24-й главы (гексаграммы) Фу китайской классической философской «Книги Перемен» («И Цзин»). В этой главе, в частности, приводятся такие строки:

Возврат. Свершение.

В выходе и входе нет торопливости.

Друзья придут, и хулы не будет.

Обратно вернёшься на свой путь.

И через семь дней — возврат.

Благоприятно иметь, куда выступить.

Энди Маббетт, редактор журнала The Amazing Pudding и автор ряда книг о Pink Floyd, описывает песню, как «слова, декламируемые на фоне довольно незамысловатого гудения органа и лёгких позвякиваний в тарелки…».
В период концертных выступлений Pink Floyd с Сидом Барреттом в 1967 году песня «Chapter 24» периодически включалась в концертный репертуар группы.
Джон Хопкинс, один из активных участников лондонского андеграундного движения второй половины 1960-х годов, охарактеризовал песню следующим образом:

«Chapter 24» — это духовная песня с циклическим повествованием и величественной мелодией: Сид в его высшем экстатическом проявлении. И всё это только лишь музыкальное толкование центральной части И Цзин. Это отражается в моём сердце. Я вспоминаю весь Piper…песню за песней и стараюсь понять, насколько ближе истоки каждой мелодии к ясному сознанию или к сознанию, погрузившемуся в кислотное безумие. Там было очень много разных измерений.
Оригинальный текст (англ.)«Chapter 24» is spiritual with a cyclical narrative and great melody: Syd at his ecstatic best. And it’s the only inspired musical rendition of the core of I Ching. It moves my heart. I remember going through Piper… number by number and trying to work out which vector each tune lay on between being serious and being out of your mind on acid. There were so many different dimensions.

В 2008 году британская рок-группа Jesu записала кавер-версию песни «Chapter 24», она была издана на сборнике Like Black Holes in the Sky: The Tribute to Syd Barrett.
Песня «Chapter 24» была включена в список «30 величайших песен Pink Floyd» (24-е место), опубликованный в октябре 2008 года в журнале Uncut, список был создан по опросам участников Pink Floyd Дэвида Гилмора и Ника Мейсона, их друзей, знакомых музыкантов и наиболее известных поклонников.

## Участники записи
- Сид Барретт — электрогитара, вокал;
- Роджер Уотерс — бас-гитара, гонг;
- Ричард Райт — клавишные (орган Farfisa), бэк-вокал;
- Ник Мейсон — ударные.